# 존 폴리토
존 폴리토(Jon Polito, 1950년 11월 29일 ~ 2016년 9월 1일)는 미국의 배우이다.

## 출연 작품
- 그 남자는 거기 없었다
- 레인저 스카우트
- 스튜어트 리틀